# 1009 (szám)
Az 1009 (római számmal: MIX) egy természetes szám.

## A szám a matematikában
A tízes számrendszerbeli 1009-es a kettes számrendszerben 1111110001, a nyolcas számrendszerben 1761, a tizenhatos számrendszerben 3F1 alakban írható fel.
Az 1009 páratlan szám, prímszám. Kanonikus alakja 10091, normálalakban az 1,009 · 103 szorzattal írható fel. Két osztója van a természetes számok halmazán, ezek növekvő sorrendben: 1, 1009.
Az 1009 palindrom a következő számrendszerekben: 11, 15, 19, 24 és 28: (83811, 47415, 2F219, 1I124, 18128).
46 szám valódiosztó-összegeként áll elő, ezek közül a legkisebb a 4075.

## Csillagászat
- 1009 Sirene kisbolygó